# 焼酎ダイニング J-Fairy YASU
『霧島リラックスタイム 焼酎ダイニング J-Fairy YASU』（きりしまリラックスタイム しょうちゅうダイニング ジェイフェアリー ヤス）は、かつてTOKYO FMと一部JFN系列で放送されていたラジオ番組。
霧島酒造一社提供番組。

## 番組概要
皇居のすぐ側の半蔵門の路地裏に位置し、安めぐみが女将を務め週末の夜だけ営業する、霧島の焼酎と美味しい料理がウリの架空の焼酎ダイニング「J-Fairy YASU」にて電話予約を入れた客（ゲスト）と安がトークを繰り広げる番組。
放送終了後、JFN PARK（現：Audee）にて放送で入り切らなかったトーク『焼酎ダイニング YASU ～ここだけの話』が配信されていたが、番組終了に伴い配信終了した。

## パーソナリティ
- 安めぐみ
  - 2014年10月から2015年9月まで産休のため、DJ POCKYが代理パーソナリティを担当[3]。

## ネット局・放送時間
2020年6月番組終了地点の情報。放送時間の早い順から掲載。全局『radiko』で聴取可能だった。
（参照元：）
| 放送対象地域 | 放送局名                       | 放送日時               | 備考                 |
| ------------ | ------------------------------ | ---------------------- | -------------------- |
| 岡山県       | 岡山エフエム放送（FM OKAYAMA） | 毎週土曜 18:00 - 18:25 |                      |
| 東京都       | エフエム東京（TOKYO FM）       | 毎週土曜 19:00 - 19:25 | 制作局               |
| 長崎県       | エフエム長崎（FM Nagasaki）    | 毎週土曜 19:00 - 19:25 |                      |
| 宮崎県       | エフエム宮崎（JOY FM）         | 毎週土曜 19:00 - 19:25 | スポンサー本社所在地 |
| 福岡県       | エフエム福岡（FM FUKUOKA）     | 毎週土曜 19:30 - 19:55 |                      |
| 熊本県       | エフエム熊本（FMK）            | 毎週土曜 19:30 - 19:55 |                      |
| 山口県       | エフエム山口（FMY）            | 毎週土曜 19:30 - 19:55 |                      |
| 香川県       | エフエム香川（FM香川）         | 毎週土曜 20:00 - 20:25 |                      |
| 佐賀県       | エフエム佐賀（FMS）            | 毎週土曜 20:00 - 20:25 |                      |
| 宮城県       | エフエム仙台（Date FM）        | 毎週土曜 20:30 - 20:55 |                      |
| 鹿児島県     | エフエム鹿児島（μFM）          | 毎週土曜 20:30 - 20:55 |                      |
| 沖縄県       | エフエム沖縄（FM沖縄）         | 毎週土曜 21:30 - 21:55 |                      |
| 広島県       | 広島エフエム放送（HFM）        | 毎週日曜 18:30 - 18:55 |                      |
| 大分県       | エフエム大分（Air-Radio 88）   | 毎週日曜 18:30 - 18:55 |                      |